# Georges Aperghis
Georges Aperghis (Atenes, 23 de desembre de 1945) és un compositor grec de música contemporània.

## Biografia
Fill de pares artistes, Georges Aperghis va descobrir la música en bona part com a autodidacta. El 1963 es va traslladar a París, on es va iniciar en el serialisme, en la música concreta, i es va interessar en la recerca sobre Iannis Xenakis. Cap al 1970 va decidir aprofundir en un llenguatge més lliure i va començar a explorar sobre el so de la veu. Interessat en particular per la música teatral, el 1971 va compondre la seva primera obra en aquest àmbit: La tragique histoire du nécromancien Hiéronimo et de son miroir. El 1976 va fundar, juntament amb la seva dona (l'actriu Édith Scob) l'Atelier Théâtre et Musique (Atem), amb seu a Bagnolet i més tard a Nanterre, on la seva activitat creativa estava en continu intercanvi amb músics i actors. Les seves obres incorporen elements gestuals, narratius i escènics en un marc exclusivament expressiu, inspirant-se en la realitat social transposada a un món poètic, de vegades absurd o satíric. Aphergis ha estat guardonat amb diversos premis, com el Premi Fronteres del Coneixement, el Lleó d'Or de la Música Contemporània, etc.

## Obra
La seva producció es divideix entre peces instrumentals i vocals, teatre musical i òpera, i inclou obres com:
- Kriptogramma (1971, interpretada per primera vegada per les Percussions d'Estrasburg)
- Récitations (1978)
- Je vous dit que je suis mort (1979, òpera estrenada a la Opéra Comique, París)
- À bout de bras (1989)
- Sextuor l'origine des espèces (1993, estrenada al Théâtre des Amandiers, Nanterre)
- Commentaires (1997)
- Die Hamletmaschine-oratorio (2000, estrenada al Musica Festival)
- Wölfli Kantata (2005)
- Happiness daily (2009)[3]